# Tentativa de golpe de Estado em Alto Volta em 1983
A tentativa de golpe de Estado em Alto Volta em 1983 foi um evento que ocorreu no dia 28 de fevereiro de 1983, na República do Alto Volta (atual Burkina Faso), apenas alguns meses depois de um  golpe de Estado anterior em 7 de novembro de 1982, realizado por elementos radicais do exército contra o regime do Coronel Saye Zerbo, que chegou ao poder em um golpe de Estado em 1980 contra o Major General Sangoulé Lamizana.  A tentativa de golpe em 28 de fevereiro, que teve como alvo o Conselho de Salvação Popular e seu líder Maior Dr. Jean-Baptiste Ouédraogo, falhou. 
O presidente Ouédraogo no entanto não permaneceria no poder por muito tempo - um grande protesto contra seu governo começou em 17 de maio, depois de ter expurgado do governo de vários radicais, incluindo o capitão Thomas Sankara. Dentro de alguns meses, ele foi deposto em um golpe de Estado em 3 de agosto, liderado pelo capitão Blaise Compaoré; que faria seu amigo íntimo, Sankara, presidente. Isso deu início a um período de transformação social no Alto Volta, logo rebatizado de Burkina Faso, pelo revolucionário esquerdista Sankara, que se iria ser derrubado em 1987 por Compaoré. 